# Machimus setibarbis
Machimus setibarbis är en tvåvingeart som först beskrevs av Friedrich Hermann Loew 1849.  Machimus setibarbis ingår i släktet Machimus och familjen rovflugor. Inga underarter finns listade i Catalogue of Life.